# Blountville, Tennessee
Blountville, Tennessee (енгл. Blountville) насељено је место без административног статуса у америчкој савезној држави Тенеси.

## Демографија
По попису из 2010. године број становника је 3.074, што је 115 (3,9%) становника више него 2000. године.
| Група             | 2000.         | 2010.         |
| Белци             | 2.876 (97,2%) | 2.925 (95,2%) |
| Афроамериканци    | 39 (1,3%)     | 76 (2,5%)     |
| Азијати           | 6 (0,2%)      | 8 (0,3%)      |
| Хиспаноамериканци | 26 (0,9%)     | 39 (1,3%)     |
| Укупно            | 2.959         | 3.074         |